# Sanguinet
Sanguinet (en francès Sanguinet) és un municipi francès situat al departament de les Landes i a la regió de la Nova Aquitània.

## Demografia
| 1962                                       | 1968  | 1975  | 1982  | 1990  | 1999  | 2007  |
| ------------------------------------------ | ----- | ----- | ----- | ----- | ----- | ----- |
| 1.130                                      | 1.334 | 1.354 | 1.368 | 1.695 | 1.984 | 3.026 |
| Des de 1962: població sense dobles comptes |       |       |       |       |       |       |

## Administració
| Període        | Identitat       | Partit |
| -------------- | --------------- | ------ |
| 2001-2008      | Michel Etchar   | UMP    |
| 2008-2009      | Gilles Laborde  | PS     |
| 2009 (jul-oct) | Henri Giloteaux |        |
| 2009-          | Bernard Laine   | PS     |